# 福島県立富岡高等学校川内校
福島県立富岡高等学校川内校（ふくしまけんりつ とみおかこうとうがっこう かわうちこう）は、かつて福島県双葉郡川内村大字下川内字宮渡に所在した県立高等学校。

## 概要
入学者数が募集定員の2分の1以下となった年が3年連続続いたために、県教育委員会の方針により2009年から募集停止となった。
学校跡地は菊池製作所の川内工場となった。

## 設置学科
- 全日制課程　
  - 普通科

## 沿革
- 1951年 - 福島県立浪江高等学校の分校として設立。
- 1958年 - 川内村へ移管、福島県川内村立川内高等学校に改称。
- 1965年 - 再び県へ移管となり、福島県立富岡高等学校の分校となる。
- 1983年 - 現在の校舎建物が竣工。
- 2008年 - 現在の校名に改称。
- 2009年 - 生徒の募集を停止。
- 2011年 - 廃校。

## 交通
- JR常磐線富岡駅・夜ノ森駅より新常磐交通バス利用